# (4071) Ростовдон
(4071) Ростовдон (англ. Rostovdon) — астероид главного пояса, который был открыт 7 сентября 1981 года советским астрономом Людмилой Карачкиной в Крымской обсерватории и назван в честь города Ростова-на-Дону.

Орбита астероида Ростовдон и его положение в Солнечной системе